# Witold Łaniecki
Witold Wiktor Ewald Łaniecki, pierwotnie Witold Wiktor Ewald Kessel (ur. 23 października 1893 w Makowcu, zm. 9 października 1976 w Warszawie) – polski fizyk, chemik, doktor nauk fizycznych, profesor nadzwyczajny Politechniki Warszawskiej, pracownik naukowy Wyższej Szkoły Pedagogicznej w Warszawie oraz Politechniki Śląskiej.

## Życiorys
Był synem nauczyciela Augusta Wilhelma Kessla (1872–1951) i Wandy z Bienertów (1872–1957), będących wyznania ewangelicko-augsburskiego. W 1931 ukończył studia na Wydziale Matematyczno-Fizycznym Uniwersytetu Warszawskiego uzyskując doktorat na podstawie pracy z dziedziny optyki molekularnej. Następnie był nauczycielem fizyki w I Gimnazjum Męskim im. gen. Sowińskiego w Warszawie. W okresie międzywojennym działał w Sekcji Dydaktycznej Polskiego Towarzystwa Fizycznego. W latach 30. pracował również jako wykładowca dydaktyki fizyki na Wydziale Matematyczno-Fizycznym Uniwersytetu Warszawskiego. W 1938 pracował dla Instytutu Technicznego Lotnictwa, jak również jako doradca w Państwowych Zakładach Lotniczych. Od 1939 wykładał fizykę na wyższych kursach dla dowódców lotnictwa.
W listopadzie 1939 zorganizował na terenie Grodziska Mazowieckiego tajne komplety gimnazjalne i licealne, jak również kursy z programem politechniki, na których wykładał matematykę i fizykę. Należał do podziemnej organizacji – Korpusu Bezpieczeństwa. Podczas wojny był też asystentem profesora Mieczysława Wolfkego na Państwowej Wyższej Szkole Technicznej (PWST).
31 maja 1946 roku zmienił nazwisko z Kessel na Łaniecki. Po wojnie był związany z Głównym Instytutem Fizyki Technicznej. W Szopienicach zorganizował produkcję suchych prostowników na skalę półprzemysłową. Od 1947 pracował na stanowisku adiunkta w Zakładzie Radiologii, a następnie w Zakładzie Fizyki Elektronowej Politechniki Warszawskiej. W 1952 został zastępcą profesora Politechniki Śląskiej i profesorem Wyższej Szkoły Pedagogicznej w Warszawie. W roku akademickim 1959/1960 był profesorem nadzwyczajnym w Katedrze i Zakładzie Fizyki Ogólnej Politechniki Warszawskiej. W latach 1961-1962 był przewodniczącym oddziału warszawskiego Polskiego Towarzystwa Fizycznego. 
Zmarł 9 października 1976 w Warszawie. Został pochowany na cmentarzu ewangelicko-augsburskim w Warszawie (sektor ALD, rząd 1, numer 67).